# Strepitosamente... flop
Strepitosamente... flop  è un film italiano del 1991 diretto da Pierfrancesco Campanella, con Dalila Di Lazzaro e Donatella Rettore.

## Trama
Massimo, Alessio, Paolo, Milly e Cinzia vivono in un casale alla periferia di Roma. Ognuno di loro è alla ricerca della sua realizzazione nella società e per questo si dà da fare. Ma l'entusiasmo è costretto a fare i conti con una realtà dura che ostacola sogni e ambizioni.
Massimo vuole fare l'attore, ma si deve scontrare con un ambiente ostile che sa proporgli solo film erotici spinti incentrati su amori gay: nemmeno l'amicizia con la celebre star Carla Romei giova alla sua causa.
Alessio è l'intellettuale del gruppo, un po' emarginato dagli altri. Finisce nelle grinfie di Franca, una bella ragazza che lo inserisce in una setta pseudo-religiosa, gestita da un ambiguo santone di nome Calogero.
Paolo, animatore di un centro benessere, diretto da una dottoressa cialtrona, per una serie di coincidenze si trova a lavorare come veggente in una tv privata, arrivando a gestire i destini di gente credulona.
Milly tenta di fare la escort, ma poi capisce che non è poi un lavoro così facile per chi non vi è portato.
Cinzia è una fotografa capace solo di combinare guai, e infatti si destreggia tra insuccessi e fallimenti.